# David R. Ray (Schiff)
Die USS David R. Ray (DD-971) war ein Zerstörer der United States Navy und gehörte der Spruance-Klasse an. Sie war benannt nach Hospital Corpsman David R. Ray (1945–1969), der im Vietnamkrieg gefallen ist und postum die Medal of Honor erhielt.

## Geschichte
DD-971 wurde 1971 in Auftrag gegeben und 1974 bei Ingalls Shipbuilding auf Kiel gelegt. 1975 lief der Zerstörer vom Stapel und wurde getauft, Taufpatin war Rays Mutter. 1977 wurde die David R. Ray in Dienst gestellt.
Die ersten fünf Jahre verlegte die Ray drei Mal in den Pazifik und von dort teilweise den Indik, 1984 wurde sie als Testplattform für die neue RIM-116 Rolling Airframe Missile eingesetzt, der Starter wurde achtern installiert. 1988 folgte eine weitere Überholung in der Long Beach Naval Shipyard, während der weitere Waffensysteme ausgetauscht wurden. 1990 verlegte der Zerstörer wieder, zu Beginn der Kampfhandlungen im Golfkrieg befand sich die David R. Ray im Persischen Golf. Bis 1999 folgten weitere Verlegungen in die Region, unterbrochen von einer Überholung 1996.
Im März 1999 wurde die Ray zusammen mit dem U-Boot Bremerton angefordert, um den vor Oregon auf Grund gelaufenen Stückgutfrachter M/V New Carissa zu versenken. Dafür beschoss der Zerstörer das Wrack mit 69 Geschützprojektilen, bevor die Bremerton es mit einem Mark 48 Schwergewichtstorpedo versenkte. Im Anschluss folgte eine weitere Fahrt in den Golf, 2000 wurde die Ray letztmals zu einer Operation gegen Drogenschmuggler verwendet.
2002 wurde die Ray außer Dienst gestellt und in die Bremerton Naval Inactive Ships Maintenance Facility geschleppt. Dort lag das Schiff bis 2008.
Am 11. Juli 2008 wurde der Zerstörer während der Übung RIMPAC von der Lake Erie und japanischen Schiffen als Übungsziel versenkt.

## In der Kultur
Das Schiff ist ein nachrangiger Handlungsort im Band 45 (Les secrets de la Mer Noire, Handlung in den frühen 1990er Jahren angesiedelt) der Bande dessinée-Serie Buck Danny – zwei der drei Hauptfiguren, Jerry Tumbler und Sonny Tuckson, sind an Bord im Rahmen eines Deckungseinsatzs für Buck Danny selbst, der sich auf einem PR-Einsatz auf dem sowjetischen Flugzeugträger Admiral Kusnezow befindet.